# Romeo og Julie (film fra 1968)
|  | For andre betydninger, se Romeo og Julie (flertydig) |
Romeo og Julie (originaltitel: Romeo and Juliet) er en prisbelønnet britisk-italiensk romantisk dramafilm fra 1968 instrueret af Franco Zeffirelli. Rollerne som spilles af Leonard Whiting og Olivia Hussey. Filmen er baseret på William Shakespeares kendte teaterstykke med samme titel.
Denne filmatisering af Romeo og Julie regnes som en af de mest kendte og kritikerroste. Den blev godt modtaget af filmkritikerne og blev også en publikumssucces i USA.
Den fik også en række filmpriser, blandt dem to Oscar-priser i 1969 og yderligere to nomineringer. Den blev også tildelt en BAFTA-pris og tre Golden Globes. Det skal også nævnes at den vandt hele fem Silver Ribbons ved den italienske filmfestival Nastri d'Argento (blandt andet for bedste instruktion), og en NBR Award for bedste instruktion ved National Board of Review Awards.

## Modtagelse

### Kritik
Den blev godt modtaget af filmkritikerne og har opnået så meget som 97 % på Rotten Tomatoes. Den kendte amerikanske filmkritiker Roger Ebert gav den topkarakter.
Den blev en publikumssucces i de amerikanske biograffer, hvor den indtjente $38,9 millioner.

### Priser og nomineringer
Filmen blev tildelt to Oscar-priser i 1969 (bedste foto og bedste kostume) og blev nomineret i yderligere to kategorier. Den blev også tildelt en BAFTA-pris for bedste kostume, og tre Golden Globes for bedste engelsksprogede film, bedste mandlige nykommer (Leonard Whiting) og bedste kvindelige nykommer (Olivia Hussey).

## Medvirkende
- Leonard Whiting som Romeo Montague
- Olivia Hussey som  Juliet Capulet
- John McEnerysom Mercutio
- Milo O'Shea som  Friar Lawrence
- Pat Heywood som The Nurse
- Robert Stephens som  Prince Escalus
- Michael York som  Tybalt
- Bruce Robinson som Benvolio
- Antonio Pierfederici som Lord Montague
- Esmerelda Ruspoli som Lady Montague
- Paul Hardwick som  Lord Capulet
- Natasha Perry som  Lady Capulet
- Roberto Biascco som Paris
- Roy Holder som  Peter
- Keith Skinner som Balthasar
- Laurence Olivier som (fortællerstemmen)